# Avot de-Rabbi Nathan
Avot de-Rabbi Nathan (hebräisch אבות דרבי נתן abgekürzt ARN) ist ein in zwei Hauptfassungen erhaltenes rabbinisches Kommentarwerk zur Mischna Avot und zählt zu den außerkanonischen Traktaten, die im Anhang zum babylonischen Talmud, in der Regel als Anhang zur Ordnung Nesiqin, abgedruckt werden. Als Zeit der Zusammenstellung wird das 7. oder 8. Jahrhundert nach der Zeitenwende angenommen, für die Entstehung der ältesten Teile das 3. Jahrhundert.

## Inhalt und Versionen
Avot de-Rabbi Nathan ist ein Kommentar zum Mischnatraktat Avot („Sprüche der Väter“), den er zitiert und im Stile eines Midrasch auslegt. Er enthält keine Bestimmungen zum jüdischen Religionsgesetz, der Halacha, sondern ausschließlich aggadische Stoffe: weisheitliche Aussprüche von Rabbinen, Erzählungen, ausschmückende Auslegungen zur Bibel, Zahlensprüche und ähnliches.
Avot de-Rabbi Nathan ist in zwei Hauptfassungen überliefert, die in Umfang und Aufbau zum Teil erheblich voneinander abweichen. Version A wird in 41 Kapitel eingeteilt, ist aber erheblich länger als die 48 Kapitel von Version B. Nach Solomon Schechter lässt sich folgende Grobgliederung ausmachen: ARN A 1–18/B 1–30 bieten einen Midrasch zum Mischnatraktat, den sie ausführlich kommentieren und mit mehreren Deutungen versehen, gewürzt mit biblischen Zitaten. Die Kapitel 20–30 (A) bzw. 31–35 (B) hingegen ähneln eher Avot selbst, indem sie lediglich Sprüche der Rabbinen zitieren und auf weitergehende Deutungen verzichten. Die Schlusskapitel 31–41 (A) bzw. 36–48 (B) listen analog zu Avot Kapitel 5 eine Reihe von Zahlensprüchen auf und erweitern diese mit eigenem Material. Die Zahlensprüche gleichen im Aufbau meist dem folgenden Beispiel:

„Vier Charakterzüge gibt es bei Frauen, aber nicht bei Männern: Frauen sind gefräßig, eifersüchtig, faul und lauschen heimlich. Woher wissen wir, dass sie gefräßig sind? Es steht geschrieben: „Und die Frau sah, dass der Baum gut zur Speise wäre und sie nahm von seiner Frucht…“ (Gen 3,6) Woher wissen wir…? [Analog werden die anderen Eigenschaften abgehandelt.] Rabbi Jossi sagt: So wie es bei den Frauen vier Charakterzüge gibt, gibt es auch bei den Männern vier Charakterzüge: Männer sind gefräßig, eifersüchtig, faul und lauschen heimlich. Woher wissen wir, dass sie gefräßig sind? Es steht geschrieben: „Und sie saßen, um Brot zu essen…“ (Gen 37,25) Woher wissen wir…? [Analog werden die anderen Eigenschaften abgehandelt.]“

Im Textlaut und der Anordnung des Stoffes unterscheiden sich beide ARN-Fassungen voneinander und von Mischna Avot. So ist zahlreiches Material aus dem Mischnatraktat, vor allem aus Kapitel 6, in ARN nicht enthalten. Dagegen bringt ARN die Aussprüche der Rabbinen in eine chronologisch korrekte Folge. Grundsätzlich ist der Aufbau aber parallel gestaltet. Gemeinsam ist allen Fassungen – in ARN nach einer kurzen Vorrede – der Einstieg mit einer Darstellung der Überlieferungskette für die mündliche und schriftliche Tora. Sie beginnt mit Mose am Sinai und führt über die Männer der großen Versammlung zur Zeit Esras sowie die fünf Paare bis zu Hillel und Schammai und schließlich zu den Rabbinen in die Zeit nach der Zerstörung des Zweiten Tempels in Jerusalem.

## Literarischer Charakter, Verfasser und Alter
Avot de-Rabbi Nathan ist in einem Hebräisch verfasst, das der Sprachstufe der Mischna gleicht. Als rabbinische Autoritäten werden nahezu nur Lehrer der Mischna (Tannaim), aber keine Lehrer des Talmud (Amoraim) zitiert. Aufgrund dieser Beobachtungen charakterisierte man ARN als Tosefta zu Avot oder als Baraita. Judah Goldin und Anthony J. Saldarini sprechen hingegen von einem Midrasch, während Günter Stemberger und Hans-Jürgen Becker mit derartigen Klassifizierungen zurückhaltend umgehen. So spricht Letzterer neutral von einem „rabbinischen Sammelwerk“.
Schechter nahm an, dass die unterschiedlichen Fassungen von ARN auf einen gemeinsamen Urtext zurückzuführen seien. J. Goldin hingegen vermutet darin zwei unterschiedliche Ausformungen der mündlichen Tradition. In Version A sei der Leitgedanke das Studium der Tora, während Version B vornehmlich die verdienstvollen Werke zum Thema habe. Im Verhältnis zu Mischna Avot vermutet L. Finkelstein, dass die ARN zugrunde liegende Vorlage auch eine ältere Vorstufe des in der Mischna enthaltenen Textes sei. Für Becker ist die Kategorie „Urtext“ auf rabbinische Werke schlechterdings nicht anwendbar.
Die im Titel des Werkes enthaltene Zuschreibung an einen Rabbi Nathan bleibt – wie bei nahezu allen rabbinischen Werken – unklar. Zwar gibt es einen bekannten Tannaiten dieses Namens, aber eine besondere Beziehung zwischen ihm und dem Werk ist nicht feststellbar. Möglich ist auch, dass die Benennung darauf zurückzuführen ist, dass Rabbi Nathan nach Version A der erste ist, der eine eigene Fragestellung im Stile des Midrasch aufbringt und auslegend beantwortet:

„Es sagte R. Nathan: Weswegen hielt sich Mose ganze sechs Tage (auf dem Berg Sinai) auf, ohne dass die Rede (Gottes) auf ihm weilte? Damit er sich alles Essens und Trinkens in seinen Eingeweiden entledigen könne, bis zu der Stunde, da er geheiligt werde und den diensthabenden Engeln gleich sei.“

Da Avot de-Rabbi Nathan zumeist zusammen mit den anderen kleinen Traktaten zusammen gedruckt wurde, sah man diese als eine Einheit und datierte sie allgemein in die nachtalmudische Zeit. Der Vergleich mit Mischna Avot legt allerdings nahe, dass zumindest ein Kern von ARN bereits auf das 3. Jahrhundert zurückgeht. Stemberger plädiert demgegenüber für eine getrennte Betrachtung beider Fassungen, von welchen Version B zweifellos die ältere sei. Sie könne mit M. Lerner gegen Ende des 3. Jahrhunderts datiert werden, wohingegen Version A eher dem späten siebenten oder frühen achten Jahrhundert zuzuordnen sei.

## Textzeugen

### Version A
Das erste Mal wurde Avot de-Rabbi Nathan (Fassung A) 1550 bei Justiniani in Venedig gedruckt als Teil der so genannten „außerkanonischen“ Traktate des babylonischen Talmud. Dieser Druck hat bereits die Einteilung in 41 Kapitel, lediglich durch eine irrtümlich doppelte Verwendung der Kapitelzahl 24 endet der Traktat mit Kapitel 40. Handschriftlich ist der Text in vier vollständigen und fünf nur teilweise erhaltenen Manuskripten erhalten. Sie stammen aus dem 15. bis 17. Jahrhundert, lediglich Handschrift Vatikan 44 geht möglicherweise bereits auf das 14. Jahrhundert zurück. Daneben gibt es noch eine kleinere Anzahl von Fragmenten aus der Kairoer Geniza.

### Version B
Von Avot de-Rabbi Nathan (Fassung B) sind drei Handschriften bekannt, von denen Handschrift Vatikan 303 den vollständigsten Text bietet, wobei dem Schreiber zahlreiche Flüchtigkeitsfehler nachzuweisen sind. Demgegenüber ist Handschrift Parma 2785 sorgfältiger geschrieben, weist aber eine Erhaltungslücke auf. Die dritte Handschrift, München 222, weicht im Vergleich dazu häufig ab und bietet einen stark abgekürzten Text, in den hinteren Kapiteln gar nur noch eine Auswahl. Auch zu Version B existieren einige wenige Geniza-Fragmente, die allerdings zumeist kaum lesbar sind und zur Klärung des Textes wenig beitragen.

## Ausgaben
- Solomon Schechter (Hrsg.): Aboth de Rabbi Nathan. Edited from Manuscripts with an Introduction, Notes and Appendices. Wien 1887 (hebräisch; Nachdrucke Hildesheim 1979, ISBN 3-487-06737-4, und New York 1997, ISBN 965-456-023-2).
- Marc Bregmann: An Early Fragment of Avot deRabbi Natan from a Scroll. In: Tarbiz. 52 (1982/83), ISSN 0334-3650, S. 201–222, JSTOR:23595970 (hebräisch mit englischer Zusammenfassung).
- Hans-Jürgen Becker (Hrsg.): Geniza-Fragmente zu Avot de-Rabbi Natan (= Texte und Studien zum antiken Judentum. Band 103). Mohr Siebeck, Tübingen 2004, ISBN 3-16-148325-1.
- Hans-Jürgen Becker (Hrsg.) in Zusammenarbeit mit Christoph Berner: Avot de-Rabbi Nathan / אבות דרבי נתן. Mahadurah sinopṭit shel shete ha-girsot. Synoptische Edition beider Versionen (= Texte und Studien zum antiken Judentum. Band 116). Mohr Siebeck, Tübingen 2006, ISBN 3-16-148887-3 (hebräisch).

## Übersetzungen

### Version A
- Francis Taylor: Tractatus de patribus Rabbi Nathane autore. In linguam Latinam translatus, una cum notis marginalibus… opera. London 1654.
- Kaim Pollak: Rabbi Nathans System der Ethik und Moral. Budapest 1905.
  - digitalisiert mit Anmerkungen nach Judah Goldin durch Juergen Voos (Digitalisat – Internet Archive).
- Judah Goldin: The Fathers according to Rabbi Nathan. New Haven 1955.
- Jacob Neusner: The Fathers according to Rabbi Nathan. An Analytical Translation and Explanation (= Brown Judaic Studies. Band 114). Scholars Press, Atlanta 1986, ISBN 1-55540-051-5.
- María Angeles Navarro Peiró: Abot de Rabbí Natán. Valencia 1987, ISBN 84-86067-17-0.

### Version B
- Anthony J. Saldarini: The Fathers according to Rabbi Nathan (Abot de Rabbi Nathan) Version B. A Translation and Commentary (= Studies in Judaism in Late Antiquity. Band 11). Brill, Leiden 1975, ISBN 90-04-04294-6 (englisch).
- Hans-Jürgen Becker (Hrsg.): Avot de-Rabbi Natan B (= Texts and studies in ancient Judaism. Band 162). Aus dem Hebräischen übersetzt von Hans-Jürgen Becker. Mohr Siebeck, Tübingen 2016, ISBN 978-3-16-154088-2, urn:nbn:de:101:1-201708063957 (auf Grundlage der ältesten und vollständigst erhaltenen Handschrift MS Parma 2785 [= de Rossi 327, Spanien 1289], ergänzt durch MS Vatikan 303 [Italien, 15. Jh.]; teilw. Variantensynopsen; textkritischer Apparat).